# ساراتوفسکی (شهرستان کوگارچینسکی، باشقیرستان)
ساراتوفسکی (انگلیسی: Saratovsky, Kugarchinsky District, Republic of Bashkortostan) یک شهرک در شهرستان کوگارچینسکی جمهوری باشقیرستان در کشور روسیه است.